# شاكتي (فلم 2011)
شاكتي (بالإنجليزية: Shakti) هو فيلم تيلوجو أصدر عام 2011 للمخرج ماهر راميش وبطولة إليانا دي كروز وراما راو جونيور، والإنتاج عاد لجيم أشويني دوت تحت راية شركة فيجابانتي أفلام.

## وصلات خارجية
- مقالات تستعمل روابط فنية بلا صلة مع ويكي بيانات